# Sigmund von Lempicki
Sigmund von Lempicki (Zygmunt Łempicki) (* 11. Mai 1886 in Sanok; † 21. Juni 1943 in Auschwitz) war ein polnisch-deutscher Literaturwissenschaftler und Germanist.

## Leben
Zygmunt Łempicki studierte von 1904 bis 1908 in Lemberg Germanistik, Philosophie und klassische Philologie. Im Jahr 1908 promovierte er mit einer Arbeit über den Schriftsteller Karl Immermann. Mit einem Stipendium ging er danach an die Universitäten in Berlin und Göttingen. 1916 habilitierte er sich an der Universität Krakau mit der Arbeit „Geschichte der deutschen Literaturwissenschaft bis zum Ende des 18. Jahrhunderts“. Die Habilitationsschrift erschien im Jahr 1920 und gehört zu den frühen Arbeiten zur Geschichte der Germanistik.   
1919 wurde Lempicki zum Professor der Germanistik an der Warschauer Universität berufen. Diesen Lehrstuhl hatte er bis zum Einmarsch der deutschen Truppen 1939 inne. Lempicki wurde von den deutschen Besatzern verhaftet, kam wieder frei, wurde 1942 erneut verhaftet und in das Konzentrationslager Auschwitz gebracht, wo er am 21. Juni 1943 starb.

## Werke
- Sigmund v. Lempicki: Geschichte der deutschen Literaturwissenschaft bis zum Ende des 18. Jahrhunderts. Göttingen 1920 (2. Aufl. Göttingen 1968).